# Chameleon pardálí
Chameleon pardálí, též chameleon levhartí, Furcifer pardalis, je pestře zbarvený ještěr z čeledi chameleonovitých. V přírodě se vyskytuje na Madagaskaru a na přilehlých ostrovech, je též chován v zajetí jako terarijní zvíře.
U chameleona pardálího nejsou známy žádné poddruhy, ale rozeznáváme množství barevných forem, které se od sebe liší nejen zbarvením, ale i stavbou těla. Tyto formy jsou pojmenovány podle místa výskytu (např. Ambilobe, Nosy Bé, Diego Suarez, Ambanja apod.). Jedná se o nejbarevnější a k chovu nejvíce žádané chameleony vůbec.
Patří mezi největší druhy chameleonů, dospělý samec může dorůst délky až 52 cm. Samice je výrazně menší, dosahuje délky asi 35 cm. Hlava je navrchu zploštělá, lemovaná zvětšenými šupinami, a zhrublé šupiny tvoří u samců na čenichu nosní výčnělek, podobný rypáčku. Hrdelní i hřbetní hřebínek je tvořený velkými ostnatými šupinami, které se na hřbetě směrem k ocasu zmenšují. Samci mají výrazně silnější kořen ocasu. Zbarvení je velice variabilní, v různých kresbách zelené, cihlově červené či tyrkysově modré.
Chameleon pardálí je endemit Madagaskaru a ostrůvků Nosy Be, Sainte Marie a Nosy Mangaben, introdukován byl také na ostrovy Réunion a Mauricius. Na Madagaskaru je v nížinách v jižní a severovýchodní části ostrova velmi hojný, zde žijí až dva chameleoni pardálí na hektar. Nevadí mu ani člověkem narušené biotopy, obývá světlé lesy a křovinaté porosty a houštiny, žije i na plantážích cukrové třtiny.
Je to samotářské zvíře, vůči jiným příslušníkům svého druhu je agresivní. Aktivní je celý den. Loví hmyz i jiné živočichy (i obratlovce), které lapá vystřelováním lepkavého jazyka. Ten může být i 30 cm dlouhý.
Na začátku období rozmnožování spolu samci bojují o teritoria. Samec samici namlouvá zesvětlením těla a kývavě se k ní přibližuje. Je-li samice svolná k páření, nechá samce přiblížit se. Kopulace trvá přibližně 10 minut. Období rozmnožování trvá asi tři dny a během té doby se partneři spojují několikrát. Po skončení tohoto období začne být samice vůči samci opět agresivní.
Březost trvá zhruba 30–45 dní. Samice na konci březosti omezí příjem potravy a pohybuje se více po zemi, hledá vhodné místo pro umístění snůšky. Pak snáší do jamky či chodby vyhrabané ve vlhké půdě 15–50 kožovitých vajec. Inkubace vajec při 26–28 °C trvá 160–320 dní. Mladí chameleoni se o sebe od vylíhnutí starají samostatně. Dožívají se dvou až čtyř (osmi) let.

## Chov v zajetí
Chameleon pardálí v zajetí je dobře zvládnutelný a bez problémů se množí, nevýhodou je delší doba inkubace vajec. Může být chován jednotlivě, v teráriu o velikosti minimálně 40×60×60 cm, lépe však větší 70×70×150 cm, chov více dospělců v jednom teráriu se nedoporučuje, lze uvažovat o chovu páru v teráriu o rozměrech 100×60×120 cm nebo větším. Terárium je možné osadit vzrostlými rostlinami, např. Ficus benjamina, nutností je dostatek větví, lián a možnosti úkrytu ve vegetaci. Terárium musí být dobře větrané, zároveň je však nezbytné udržet vyšší vzdušnou vlhkost. Tento druh potřebuje velmi dobře osvětlená terária, ideální je skleník, zimní zahrada nebo chov poblíž oken. Přisvětlováním se délka světelného dne udržuje na 12–14 hodinách. Navíc je nutné poskytnout dostatek UVB záření.
Vhodná teplota v teráriu je 25–28 °C přes den, lokálně až 40 °C, s nočním poklesem na pokojovou teplotu. Vzdušnou vlhkost je potřeba udržovat na 60–100 % častým rosením. Substrát v teráriu pro chameleona pardálího musí být kyprý a savý, lignocel není vhodný, ideální je směs písku a rašeliny o výšce 25 cm, ležící na vrstvě drenážního štěrku.
V zajetí se chameleoni krmí různými vývojovými stadii hmyzu, podle velikosti plaza. Je možno zkrmovat cvrčky, sarančata, švábi, larvy potemníků rodu Zophobas, larvy zavíječů voskových či mouchy a mnoho jiných. Jistou roli hraje i rostlinná potrava – okusují listy a pojídají květy. Nutné je doplnění potravy vitamíny a minerály.
Chameleony pardálí chovají i některé české zoo, např. Zoopark Zájezd.

## Fotogalerie

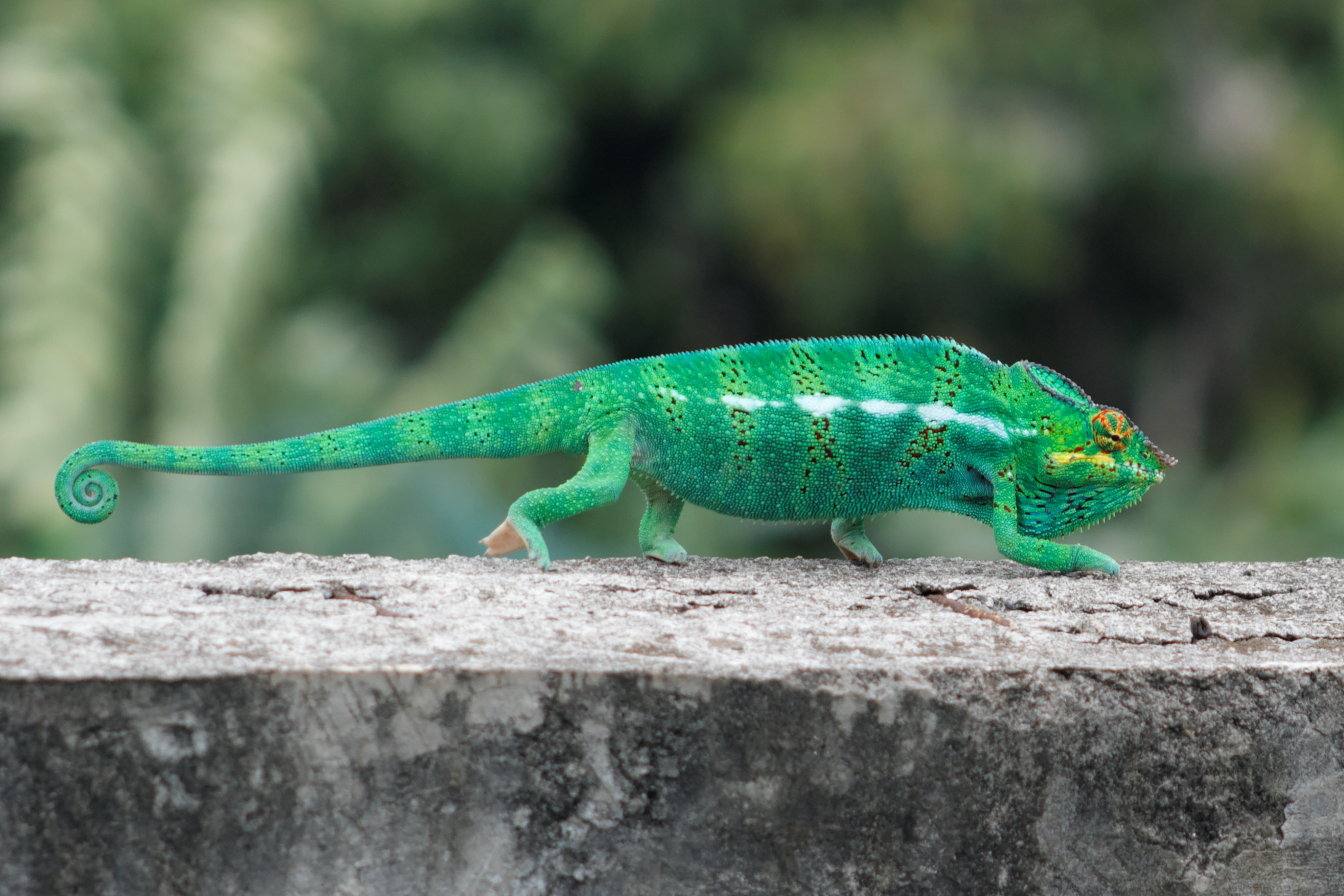
Samec chameleona pardálího na ostrově Réunion
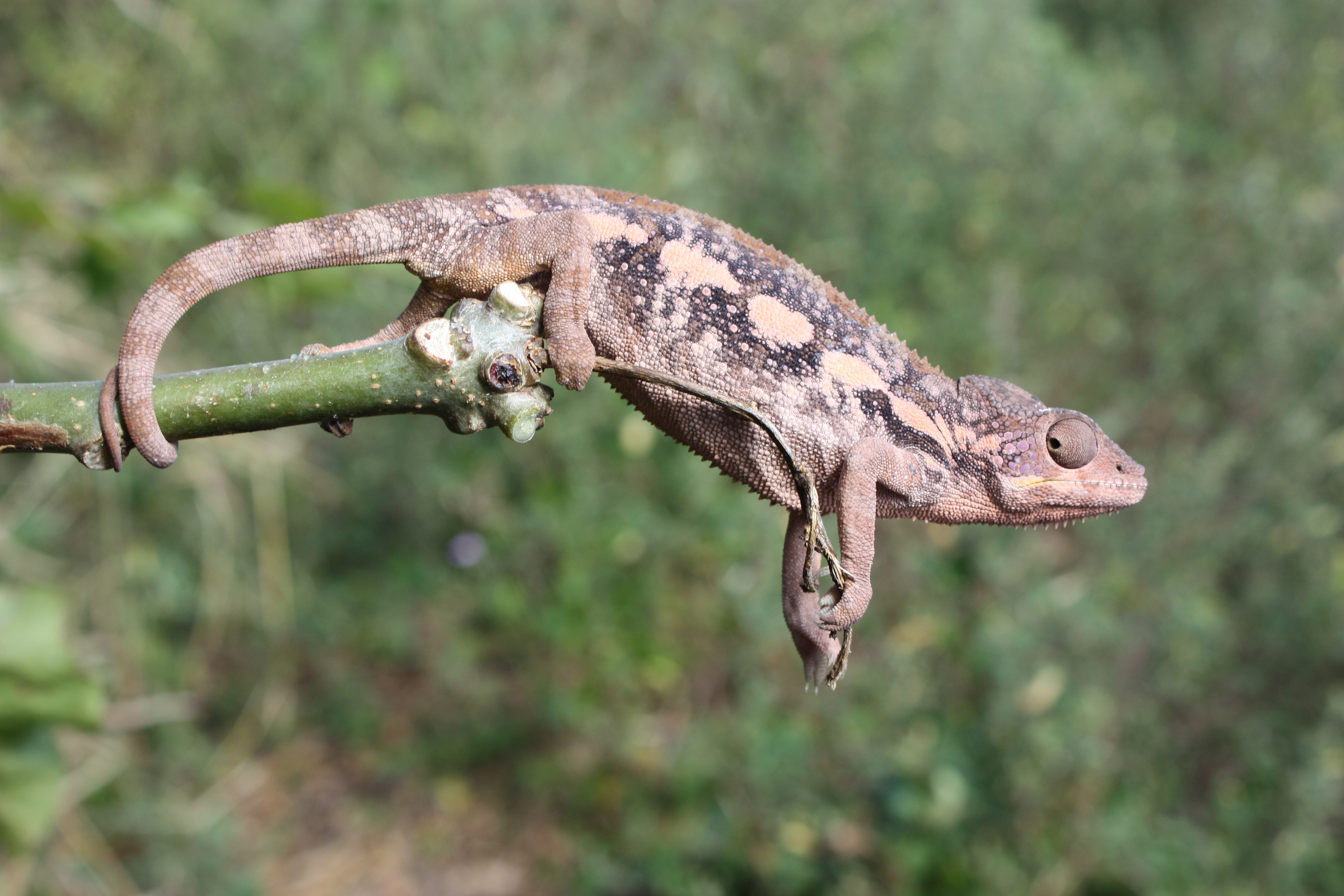
Chameleon pardálí na Madagaskaru
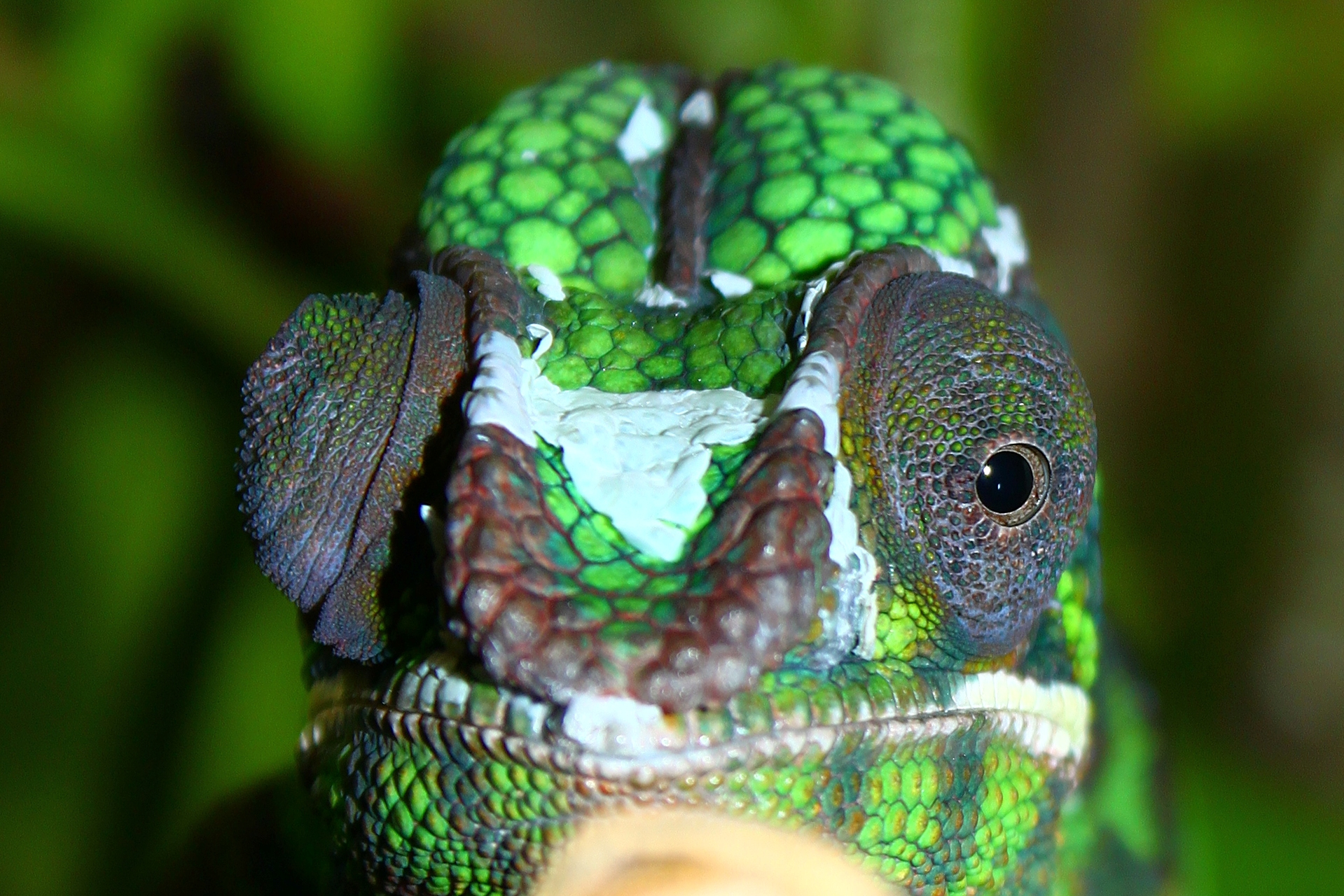
Hlava chameleona pardálího zepředu
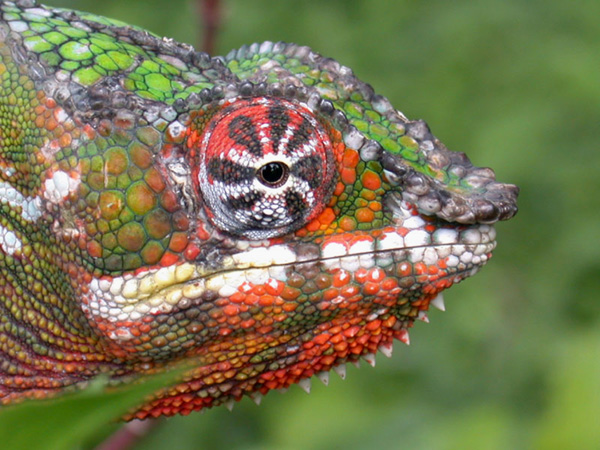
Hlava chameleona pardálího zboku
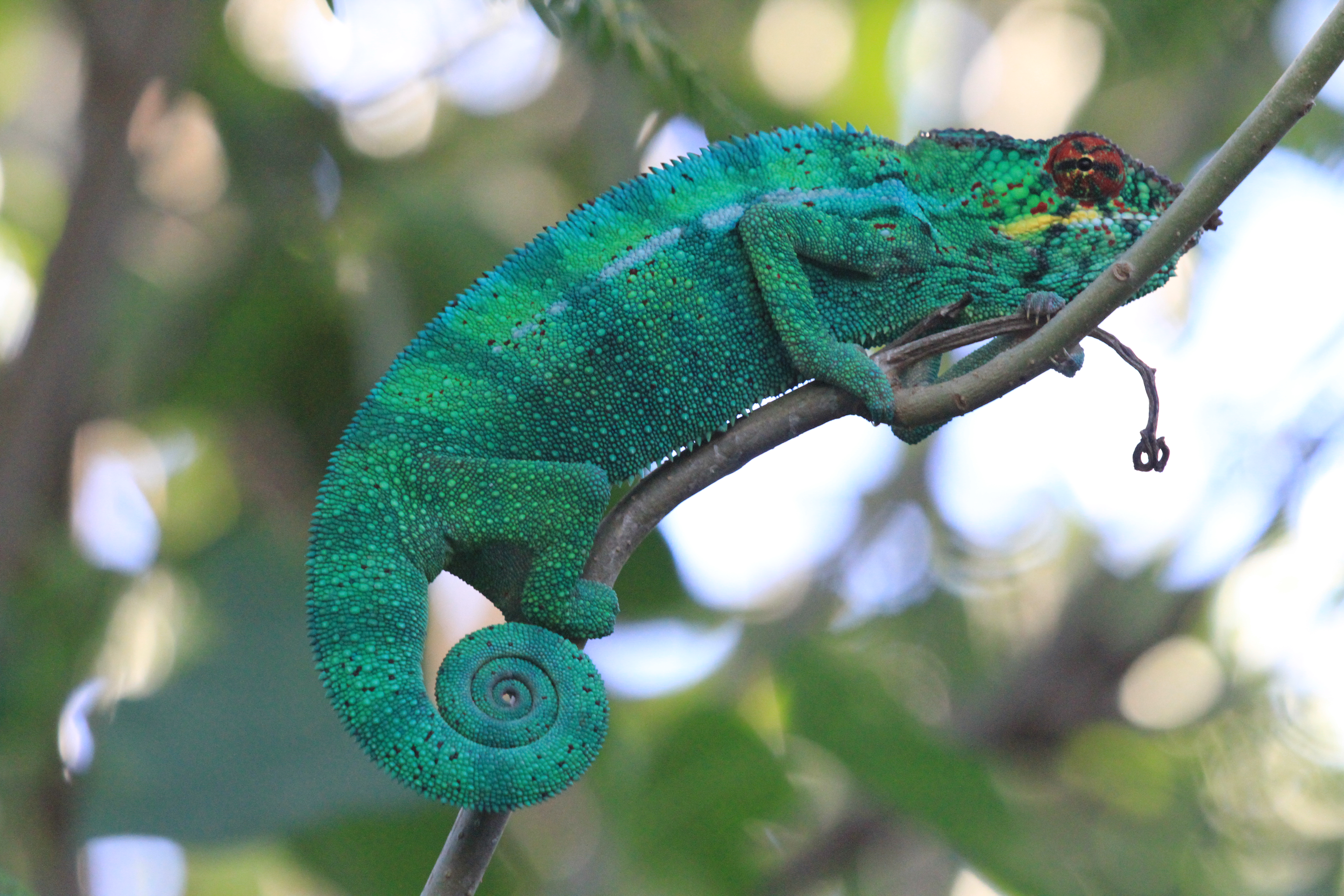
Zelenomodrý chameleon pardálí na ostrově Réunion